# 大相撲令和7年3月場所
大相撲令和7年3月場所（おおずもうれいわ7ねん3がつばしょ）は、2025年（令和7年）3月9日から3月23日までの15日間、日本の大阪府大阪市浪速区のエディオンアリーナ大阪（大阪府立体育会館）で開催された大相撲本場所である。

## 番付・星取表
※赤文字は優勝力士の成績。

### 幕内
| 東方          | 東方       | 東方     | 番付   | 西方     | 西方    | 西方   |
| 備考          | 成績       | 力士名   | 番付   | 力士名   | 成績    | 備考   |
| ------------- | ---------- | -------- | ------ | -------- | ------- | ------ |
| 新横綱        | 5勝5敗5休  | 豊昇龍   | 横綱   |          |         |        |
| 優勝          | 12勝3敗    | 大の里   | 大関   | 琴櫻     | 8勝7敗  |        |
|               | 9勝6敗     | 大栄翔   | 関脇   | 王鵬     | 6勝9敗  | 新関脇 |
| 再小結        | 8勝7敗     | 霧島     | 小結   | 阿炎     | 6勝9敗  |        |
|               | 9勝6敗     | 若隆景   | 前頭1  | 若元春   | 9勝6敗  |        |
|               | 7勝8敗     | 豪ノ山   | 前頭2  | 千代翔馬 | 6勝9敗  |        |
|               | 6勝9敗     | 翔猿     | 前頭3  | 隆の勝   | 3勝12敗 |        |
| 技能賞        | 12勝3敗    | 髙安     | 前頭4  | 一山本   | 7勝8敗  |        |
|               | 7勝8敗     | 宇良     | 前頭5  | 金峰山   | 6勝9敗  |        |
|               | 6勝9敗     | 平戸海   | 前頭6  | 尊富士   | 9勝6敗  |        |
|               | 6勝9敗     | 正代     | 前頭7  | 玉鷲     | 10勝5敗 |        |
|               | 6勝9敗     | 熱海富士 | 前頭8  | 欧勝馬   | 9勝6敗  |        |
|               | 9勝6敗     | 伯桜鵬   | 前頭9  | 遠藤     | 7勝8敗  |        |
|               | 3勝12敗    | 錦木     | 前頭10 | 湘南乃海 | 4勝11敗 |        |
|               | 9勝6敗     | 翠富士   | 前頭11 | 明生     | 9勝6敗  |        |
|               | 3勝12敗    | 宝富士   | 前頭12 | 阿武剋   | 10勝5敗 |        |
|               | 0勝2敗13休 | 錦富士   | 前頭13 | 獅司     | 9勝6敗  | 再入幕 |
| 再入幕        | 6勝9敗     | 竜電     | 前頭14 | 美ノ海   | 11勝4敗 | 敢闘賞 |
| 新入幕 敢闘賞 | 11勝4敗    | 安青錦   | 前頭15 | 佐田の海 | 8勝7敗  | 再入幕 |
| 再入幕        | 6勝9敗     | 朝紅龍   | 前頭16 | 琴勝峰   | 8勝7敗  |        |
|               | 6勝9敗     | 御嶽海   | 前頭17 | 白熊     | 5勝10敗 | 再入幕 |
|               | 10勝5敗    | 時疾風   | 前頭18 |          |         |        |

### 十両
| 東方   | 東方      | 東方     | 番付   | 西方     | 西方      | 西方   |
| 備考   | 成績      | 力士名   | 番付   | 力士名   | 成績      | 備考   |
| ------ | --------- | -------- | ------ | -------- | --------- | ------ |
|        | 8勝7敗    | 玉正鳳   | 十両1  | 輝       | 4勝11敗   |        |
|        | 9勝6敗    | 嘉陽     | 十両2  | 北の若   | 全休      |        |
|        | 11勝4敗   | 狼雅     | 十両3  | 栃大海   | 9勝6敗    |        |
|        | 4勝11敗   | 紫雷     | 十両4  | 欧勝海   | 4勝7敗4休 |        |
|        | 3勝8敗4休 | 生田目   | 十両5  | 藤青雲   | 9勝6敗    |        |
|        | 4勝11敗   | 水戸龍   | 十両6  | 英乃海   | 10勝5敗   |        |
|        | 7勝8敗    | 友風     | 十両7  | 琴栄峰   | 7勝8敗    |        |
|        | 3勝12敗   | 北勝富士 | 十両8  | 白鷹山   | 9勝6敗    |        |
|        | 8勝7敗    | 若碇     | 十両9  | 東白龍   | 7勝8敗    |        |
|        | 8勝7敗    | 大青山   | 十両10 | 志摩ノ海 | 8勝7敗    |        |
|        | 8勝7敗    | 剣翔     | 十両11 | 若ノ勝   | 7勝8敗    | 新十両 |
| 再十両 | 9勝6敗    | 日翔志   | 十両12 | 木竜皇   | 2勝5敗8休 |        |
|        | 8勝7敗    | 羽出山   | 十両13 | 風賢央   | 8勝7敗    | 再十両 |
| 新十両 | 5勝10敗   | 大辻     | 十両14 | 草野     | 14勝1敗   | 新十両 |

## 優勝争い
9日目を終え、8勝1敗で大関・大の里、平幕の髙安が先頭。それを7勝2敗で尊富士、美ノ海が追う展開であった。
10日目には、大の里と髙安が直接対決。髙安が制し、この時点で単独トップに躍り出た。
11日目、髙安は小結・霧島に挑むも、霧島のいなしにより敗れ、2敗に後退。同日には、尊富士と美ノ海の直接対決も組まれ、こちらは尊富士が勝利、2敗を守った。
12日目、髙安は関脇・王鵬を押し出しで破り、2敗をキープ。大の里と尊富士の2敗同士の対戦は、尊富士が押し込むも、大の里が叩き込みで辛勝。この時点で2敗は大の里、高安、3敗で尊富士、玉鷲、安青錦が追う展開となった。
13日目、高安は若元春を突っ張りの猛攻で破り、2敗を守った。一方、3敗勢の平幕3人は全員が敗れた。さらに大の里が王鵬に立ち合い負け、そのまま押し出され、3敗に後退。
14日目、髙安は美ノ海と対戦、髙安はかちあげで突き押すも、美ノ海は頭をつけて、はず押しで応戦。結果的にいなしに泳いだ髙安を美ノ海が寄り切った。これにより、髙安は3敗に後退した。大の里は大栄翔を立ち合いから圧倒し、3敗をキープ。これにより、3敗で大の里と髙安。4敗で美ノ海、安青錦、時疾風が追う形と変わった。
千秋楽、髙安は小結・阿炎の立ち合いの動きに対応、上手を取っての出し投げで勝利。3敗を死守した。結びの一番、大の里は琴櫻を右差しからの一気の寄りで勝利。これにより、12勝3敗で大の里と髙安の優勝決定戦となった。
優勝決定戦。大の里は立ち合い勝ち、左を差して前に出る、髙安は下手投げで逆転に出るも、大の里を沈めるには至らず、そのまま大の里に送り出された。
これにより、大の里が3場所ぶり3回目の優勝を決めた。

## 備考
- 1月場所後に豊昇龍が第74代横綱に昇進し、当場所が横綱として初めての本場所となった。新横綱の場所が番付上1人横綱となるのは、1993年3月場所の曙以来で、昭和以降3人目[注 1]となった[1]。その豊昇龍は昭和以降の新横綱としては最多に並ぶ3つの金星を配給し、10日目から途中休場した。新横綱の休場は1986年9月場所の双羽黒以来[2]。
- 東前頭15枚目の安青錦は初土俵から所要9場所での新入幕となり、付出入門者を除けば常幸龍、尊富士と並ぶ史上最速タイでの昇進となった[3]。
- 1月場所限りで立呼出だった次郎が停年退職し[4]、なおかつ当場所から呼出のトップとなった副立呼出の克之が当場所では立呼出に昇進しなかったため、当場所から立呼出不在となった。
- この場所が新十両の草野は初日から12連勝を記録し、新十両力士からの初日からの連勝記録（従来の記録は9連勝）を更新した[5]。12日目での十両優勝決定は1場所15日制が定着した1949年5月場所以降では史上最速タイ記録で、1977年3月場所の琴乃富士以来3人目である[6]。なお翌13日目に嘉陽に敗れたが、最終的には14勝1敗となり、新十両での14勝1敗は第46代横綱・朝潮、遠藤に続いて史上3人目の快挙となった[7]。
- この場所の十両以下は本割で既に優勝が決定していたため、優勝決定戦は幕内のみが行われた。
- 三賞は、技能賞は髙安が受賞。敢闘賞は、新入幕で二桁勝利を挙げた安青錦が無条件受賞、千秋楽を10勝4敗でむかえた美ノ海と時疾風が千秋楽勝利を条件で受賞対象となった。結果は、時疾風は霧島に敗れ、受賞を逃す一方、美ノ海は大栄翔を破り、敢闘賞を受賞、自身初の三賞受賞となった。また、沖縄県出身関取として初の三賞受賞者となった。殊勲賞は、美ノ海、安青錦、時疾風が優勝を条件で受賞対象、髙安は12勝をあげたうえでの優勝で受賞対象となったが、優勝力士は大の里となったため、こちらは受賞者はいなかった。